# Sebastian Henn
Sebastian Henn (* 1977 in Koblenz)  ist ein deutscher Wirtschaftsgeograph.

## Leben
Er studierte von 1997 bis 1999 Geographie, Volkswirtschaftslehre und öffentliches Recht an der Universität Heidelberg (Vordiplom in VWL und Geographie); 1999–2001 Studium der Fächer Geographie, öffentliches Recht, Volks- und Betriebswirtschaftslehre an der Universität Mannheim (Abschluss: Diplomgeograph). Nach der Promotion 2006 zum Dr. rer. nat. an der Universität Halle-Wittenberg (Thema der Dissertation: Cluster in der Nanotechnologie. Entstehung, Eigenschaften, Handlungsempfehlungen) war er 2006 und 2008 Lehrbeauftragter am Institut für Geographie der TU Dresden, Lehrstuhl für Allgemeine Wirtschafts- und Sozialgeographie. Von 2001 bis 2011 war er wissenschaftlicher Mitarbeiter, Fachgruppe Wirtschaftsgeographie, Institut für Geowissenschaften und Geographie (bis 2006 Institut für Geographie), Universität Halle-Wittenberg. Von 2008 bis 2009 hatte er Forschungsaufenthalte in Antwerpen, New York und Surat/Mumbai. Von 2010 bis 2011 lehrte er als W2-Vertretungsprofessor für Kulturgeographie an der Universität Erlangen-Nürnberg, zusätzlich Lehrbeauftragter in Halle an der Saale. Von 2011 bis 2012 war er Postdoc Fellow am Department of Political Science, University of Toronto (Faculty Supervisor: Harald Bathelt). Nach der Habilitation 2014 (Dr. rer. nat. habil.) an der Martin-Luther-Universität in Halle an der Saale (Thema: Transnationale Unternehmer und wissensbasierte Regionalentwicklung. Eine Untersuchung am Beispiel des Diamantsektors), Venia Legendi in Wirtschafts-/Sozialgeographie erhielt er 2014 den Ruf auf die W3-Professur für Wirtschaftsgeographie am Institut für Geographie der Friedrich-Schiller-Universität Jena. Von 2012 bis 2014 war er wissenschaftlicher Mitarbeiter (ab 2013 Stellvertretender Abteilungsleiter), Abteilung Regionale Geographie Europas Leibniz-Institut für Länderkunde. 2014 vertrat er die W3-Professur für Wirtschaftsgeographie am Institut für Geographie Jena. Seit 2014 ist er Inhaber des Lehrstuhls für Wirtschaftsgeographie am Institut für Geographie der Friedrich-Schiller-Universität Jena.

## Publikationen (Auswahl)
- Regionale Cluster in der Nanotechnologie. Entstehung, Eigenschaften, Handlungsempfehlungen. Frankfurt am Main 2006, ISBN 3-631-55665-9.
- als Herausgeber mit Michael Behling: Aspekte integrierter Stadtteilentwicklung. Ergebnisse und Erfahrungen aus dem Leipziger Osten. Berlin 2010, ISBN 978-3-86596-305-5.
- als Herausgeber mit Vanessa R. Hünnemeyer und Patrick Werner: Thüringen - von der Wiedervereinigung bis zur Gegenwart. Erfurt 2017, ISBN 3-943588-95-5.